# Raoul Richard
Pour les articles homonymes, voir Richard.
Le baron Raoul Richard (Namur, 5 juin 1885 - Ixelles, 11 mars 1962) est un ingénieur et ministre belge des Affaires économiques et des Classes moyennes dans le gouvernement Pierlot I.

## Biographie
Raoul Eugène Guillaume Richard, né à Namur le 5 juin 1885 dans une famille de magistrats, est le fils de Jules Richard et d'Eugénie Anthoine. Il épouse en 1910 Valérie Lannoy (1888-1980) qui lui donne quatre enfants. Son aîné, le baron Jules Richard (1911-1989) a une carrière de magistrat devenant en fin de carrière président de la Cour de Cassation.
Il fait des études universitaires à l'Université catholique de Louvain et obtient un diplôme d'ingénieur civil des mines et d'ingénieur électricien. Il entre dans la société financière Sofina en 1910 et en devient administrateur-délégué en avril 1938. Il est le promoteur de la première centrale hydro-électrique de Belgique. 
Pendant la Première Guerre mondiale, il s'engage dans l'armée belge à la suite de l'invasion du territoire de la Belgique par les Allemands en août 1914 et sert dans l'artillerie.
Ne faisant partie d'aucune formation politique, il est nommé en tant que technicien au portefeuille de ministre belge des Affaires économiques et des Classes moyennes dans le gouvernement Pierlot I du 22 février au 16 avril 1938. 
Pendant le Seconde Guerre mondiale, le territoire de la Belgique est envahi par l'armée allemande en mai 1940. À la fin de ce mois, Raoul Richard rejoint l'Angleterre en compagnie de l'amiral Keyes. Il accomplira dès lors plusieurs missions pour le compte du gouvernement belge en exil à Londres. Le 3 septembre 1943, il est nommé sous-secrétaire d'État au Ravitaillement et au Réapprovisionnement dans le gouvernement Pierlot IV à Londres et reste à ce poste jusqu'en novembre 1944. 
En septembre 1946, il est nommé vice-président de la Sofina. En mars 1949, il prend sa pension. 

## Hommages et distinctions
En 1947, il est fait baron par le régent Charles de Belgique, titre transmissible à sa descendance en raison des services rendus à la Belgique.
La distinction suivante lui a été décernée :
- Commandeur de l'ordre de Léopold (Belgique).